# Pella kinomurai
Pella kinomurai  (лат.) — вид мирмекофильных жуков-стафилинид рода Pella из трибы Lomechusini (подсемейство Aleocharinae).

## Распространение
Япония, Хоккайдо.

## Описание
Длина вытянутого тела 5,3-6,5 мм (бока субпараллельные), длина головы 0,71-0,83 мм, ширина головы 0,85-0,96 мм. Основная окраска коричневая. Усики 11-члениковые. Голова фронтально округлая, с затылочным швом, без шеи. Длина глаз составляет 0,37-0,38 от ширины головы. Переднеспинка и надкрылья покрыты щетинками. Задние крылья развиты. Формула лапок (число члеников в передних, средних и задних ногах): 4—5—5. Лигула без щетинок, но с сенсиллами. Характерны мирмекофильные связи с муравьями, падальщики и хищники. Обнаружены в муравейниках Lasius fuji, Lasius spathepus и Lasius capitatus  из подрода Dendrolasius. Вид был впервые описан в 2006 году японским колеоптерологом М. Мураямой (Munetoshi Maruyama; Department of Zoology, National Science Museum, Токио, Япония). Видовое название дано в честь японского энтомолога К. Киномура (Kyoichi Kinomura, Япония), специалиста по экологии муравьёв и мирмекофилам.